# 読み切り
読み切り / 読切り（よみきり）とは、小説・講談・漫画などで、連続せずに一回で完結すること、および一回で完結するもの自体を指す。対義語は連載（れんさい）である。

## 読み切り文学
小説など文学における読み切り（読切、讀切とも記す）について解説する。

## 読み切り漫画
漫画雑誌における読み切りについて解説する。

### 日本の読み切り漫画
日本における漫画は、2系統である。20世紀初頭の貸本漫画での出版が盛んな段階においては初めから単行本として出版される形式が多かったが、雑誌『少年倶楽部』などから連載の漫画も始まり、現代の漫画出版状況では、前者は特別な画集のようなものに限られ、ほとんど全ての漫画は雑誌掲載の形式を採っている。
雑誌には週刊や月刊、隔週刊などがあるが、そのような雑誌や新聞などにおいて一つのタイトルの漫画が次号以降も掲載されるものを「連載」と呼ぶ。その場合、原則として最終ページの末尾に「つづく」・「続く」などが付けられる。それに対し、掲載1回で作品が完結する形式を「読み切り」と呼ぶ。
また、同じタイトル、登場キャラクターでの連載作品ではあるが、毎回一話完結するものを「読み切り」と呼ぶとき、これに対し、1回分で話が完結せず、次回へ結末を引っぱる作品のことを「続き物」と呼ぶ。こちらが本来の「読み切り」の指し示すところであるが、4コマ漫画連載の末尾にも「つづく」などと付けられる今日では、「読み切り」と言えば連載でない作品である、という概念が普及しつつある。
ギャグ漫画・コメディ漫画は「読み切り」（一話完結）の形式を採ることが多いが、対して、ストーリー漫画と呼ばれる物語性を重視した漫画は、一話で起承転結を見ることなく「続き物」となる場合が多い。これは、漫画という一種の活字の娯楽が普及する前の、講談・怪談話などが「続き物」の形式を採っていたことの名残であるとの見方もある。
また読み切り作品は編集方針として計画して掲載されることが多いが、時々連載作品の完成が間に合わずいわば「原稿を落とした」時や作家がケガや病気などで連載を中断しなければならなくなったときの埋め合わせとしての代理原稿が掲載されることもある。後述のように読み切りから連載へ発展する可能性もあるため、読み切り作品は単なる1話完結作品や穴埋めではなく、特に新人や無名作家にとっては連載などのチャンスを得るきっかけにもなりうる登竜門としての位置づけでもある。

### 読み切り作品のその後の展開
読み切り漫画作品は大多数が単発である。しかし予定以上の人気を獲得した読み切り作品は以下のような展開が行われる場合がある。

#### 読み切り → 連載
読み切り作品の設定などをアレンジして、連載作品にする。この場合読み切り版が雑誌読者へのお披露目またはパイロット版の性格を帯びていることも多い。『家庭教師ヒットマンREBORN!』（天野明）『SKET DANCE』（篠原健太）など。なかには、『恋して!? 神様!!』 → 『神のみぞ知るセカイ』（若木民喜）のようにタイトルが変更されるものや、『うちゅう人田中太郎』（ながとしやすなり）『絶対可憐チルドレン』（椎名高志）などのように、「読み切り → 短期集中連載 → 連載」という経緯をたどるものもある。

#### 読み切り → シリーズ化
設定などはそのままに、続編の読み切り作品が発表され、シリーズ化される。雑誌には不定期で掲載される場合が多い、その回ごとに独立したタイトルがつけられることが多い、などの点が通常の連載作品と異なる。『ぐーたら姫シリーズ』（遠藤淑子）などがこれに該当する。

#### 読み切り → 派生
登場人物や設定の一部を流用して、読み切り作品とは独立したストーリーの連載作品が発表される。例えば、川原泉の『ブレーメンII』は、過去の読み切り作品『アンドロイドはミスティー・ブルーの夢を見るか?』の登場人物を流用しており、「後日談」にあたるが、内容的には独立したストーリーであり、単なる続編とは言えない。

#### 読み切り → メディアミックス化
登場人物や設定を流用したものをメディアミックスにされる事例もごく少数ながら存在する。
『ミルモでポン!』は篠塚ひろむの雑誌デビュー作ではあるが、読み切り作品ながら『わがまま☆フェアリー ミルモでポン!』のタイトルでアニメ化が決まったため、短期連載作品（少女漫画界は短期連載作品も珍しくなかった）の構想を捨ててまでそのままのタイトルで長期連載せざるを得なくなった。
『とんでぶーりん』は『ビビデ・バビデ・ぶーりん!!』という池田多恵子の読み切り作品を基にしたテレビアニメであり、それと同時期に原作者が自ら執筆した漫画版（コミカライズとしての扱い）を親雑誌に掲載された。

#### 複合
読み切り作品から連載と派生作品の両方が発表される場合がある。武内直子の『コードネームはセーラーV』は当初は読み切りとして発表され、その後、連載とテレビアニメ化が進められたが、名前の登録商標の関係で、東映グループと共同で構想段階から漫画作品とテレビアニメの双方が原作の派生メディアミックス作品『美少女戦士セーラームーン』（アニメ作品）が姉妹誌に発表されるに至った。